# Eadred
Eadred ( cũng viết là Edred ) (923 - 23 tháng 11 năm 955) là Vua của Anh từ năm 946 cho đến khi qua đời. Ông là con trai của Edward trưởng giả và người vợ thứ ba Eadgifu xứ Kent, và là cháu trai của Alfred Đại đế. Eadred lên ngôi sau vụ ám sát anh trai Edmund I. Thành tựu chính của triều đại của ông là đưa Vương quốc Northumbria dưới sự kiểm soát hoàn toàn của người Anh, xảy ra với việc Eric Bloodaxe bị đánh đuổi vào năm 954. Eadred mất khi mới 32 tuổi và chưa bao giờ kết hôn, và đã được kế vị bởi cháu trai 15 tuổi của mình, Eadwig.

## Bối cảnh
Eadred là con trai của Edward Trưởng giả bởi cuộc hôn nhân thứ ba của ông, với Eadgifu, con gái của Sigehelm, thủ trưởng của Kent. Ông đã kế vị anh trai của mình, vua Edmund I, nơi ông dường như đã nhận được sự phục tùng của các nhà cai trị xứ Wales và bá tước phương Bắc.

## Rắc rối ở Northumbria
Biên niên sử Anglo-Saxon cho năm 946 ghi lại rằng Eadred "đã thu hẹp toàn bộ vùng đất Northumbria của mình và người Scot đã thề rằng họ sẽ làm tất cả những gì ông muốn." Tuy nhiên, Eadred đã sớm phải đối mặt với một số những thách thức chính trị đối với bá quyền Tây-Saxon ở phía bắc. Thật không may, có một số khó khăn khét tiếng với niên đại của các sự kiện được mô tả trong các nguồn lịch sử, nhưng rõ ràng có hai hoàng tử Scandinavia đã tự đặt mình là vua của Northumbria.
Óláf Sihtricson, còn được gọi là Amlaíb Cuarán ('Sandal'), từng là vua của Northumbria vào đầu những năm 940 khi ông trở thành con đỡ đầu của Edmund, nhưng sau đó ông bị đuổi. Sau đó, ông đã kế vị anh em họ của mình với tư cách là Vua của Dublin, nhưng sau thất bại nặng nề trong trận chiến năm 947, một lần nữa ông buộc phải thử vận may ở nơi khác. Ngay sau đó, Olaf đã lấy lại vương quốc York. Những gì Eadred nghĩ về vấn đề này hoặc ông cảm thấy thương cảm cho đứa con đỡ đầu của anh trai mình chỉ có thể đoán được, nhưng có vẻ như ông ít nhất cũng chịu đựng được sự hiện diện của Olaf.
Một người khác là Eric Bloodaxe, trước đây là Vua Na Uy từ năm 930 đến 934. Sau một số hoạt động thành công ở nơi khác, ông đã đến Northumbria và xuất hiện vào một lúc nào đó để trở thành vua. Vua Eadred đã phản ứng gay gắt với những người đào thoát phía bắc bằng cách phát động một cuộc đột kích tàn phá vào Northumbria, trong đó đáng chú ý là đốt cháy tu viện Ripon do St. Wilfrid thành lập. Mặc dù lực lượng của ông phải chịu tổn thất nặng nề trong Trận Castleford (khi ông trở về), Eadred đã biết được đối thủ của mình bằng cách hứa với những người ủng hộ sau này thậm chí còn tàn phá nhiều hơn nếu họ không bỏ rơi hoàng tử nước ngoài. Người Bắc Âu đã xoa dịu nhà vua Anh và trả tiền bồi thường.

## Qua đời
Đến cuối đời, Eadred mắc phải căn bệnh về tiêu hóa  làm ông tử vong. Eadred qua đời ở tuổi 32 vào ngày 23 tháng 11 (Ngày Thánh Clement), 955, tại thị trấn Frome (Somerset), và được chôn cất tại Winchester. Ông đã được con trai của Edmund là Eadwig kế nhiệm.